# Croația la Concursul Muzical Eurovision Junior
Croația a participat la Concursul Muzical Eurovision Junior de cinci ori, prima intrare fiind în anul 2003. Croația a fost țara care a câștigat prima ediție a concursului, fiind reprezentată de Dino Jelusić cu melodia "Ti si moja prva ljubav". Postul public din Croația, HRT, a dorit să organizeze ediția din 2006, concurând cu alte două televiziuni, TVR (România) și AVRO (Țările de Jos), câștigătoare fiind însă Televiziunea Română.
HRT s-a retras în  2007, din cauza cheltuielilor mari și dificultăților în ceea ce privește difuzarea concursului, revenind în 2014, ediție după care nu a mai participat la concurs până acum.

## Rezultate

#### Legendă:
Câștigător
     Locul al doilea
     Locul al treilea
     Ultimul loc
| An   | Gazda       | Artist         | Titlu                    | Poziție | Puncte |
| ---- | ----------- | -------------- | ------------------------ | ------- | ------ |
| 2003 | Copenhaga   | Dino Jelusić   | "Ti si moja prva ljubav" | 1       | 134    |
| 2004 | Lillehammer | Nika Turković  | "Hej mali"               | 3       | 126    |
| 2005 | Hasselt     | Lorena Jelusić | "Rock Baby"              | 12      | 36     |
| 2006 | București   | Mateo Đido     | "Lea"                    | 10      | 50     |
| 2014 | Malta       | Josie          | "Game Over"              | 16      | 13     |

## Istoria voturilor (2003-2006)
| Pozitie | Țară                | Puncte |
| ------- | ------------------- | ------ |
| 1       | Belarus             | 30     |
| 2       | Spania              | 28     |
| 3       | Grecia              | 22     |
| =       | Republica Macedonia | 22     |
| 4       | Belgia              | 19     |
| 5       | Danemarca           | 16     |
| =       | România             | 16     |

| Pozitie | Țară                | Puncte |
| ------- | ------------------- | ------ |
| 1       | Republica Macedonia | 44     |
| 2       | Țările de Jos       | 26     |
| 3       | Norvegia            | 25     |
| =       | Suedia              | 25     |
| 4       | Belarus             | 19     |
| =       | România             | 19     |
| 5       | Danemarca           | 18     |